# Mohawk Girls
Mohawk Girls est un film documentaire canadien réalisé par Tracey Deer sorti en 2005.
Le film a pour sujet un groupe d'adolescentes qui grandissent sur la réserve mohawk de Kahnawake, près de Montréal, de l'autre côté du fleuve Saint-Laurent. Deer, qui est née et a grandi à Kahnawake, met l'emphase sur trois jeunes femmes : Felicia, Amy et Lauren, une adolescente de descendance métisée,.

## Récompenses et distinctions
Le film a reçu le prix du meilleur film documentaire au ImagineNATIVE Film + Media Arts Festival. Il est réalisé par Rezolution Pictures et l'Office national du film du Canada en association avec le Réseau de télévision des peuples autochtones. Il a été diffusé au Canada sur la chaîne CBC News Network, faisant partie de la série de documentaires The Lens, les 20 et 24 février 2007.

## Série
En 2012, le APTN et Omni Television ont annoncé une série de genre comédie dramatique basée sur le film. La série est créée et dirigée par Deer, qui la qualifie de « Sex and the City des Premières Nations ». Les acteurs principaux sont Rachelle White Wind Arbez, Charles Bender, Meegwun Fairbrother, Glen Gould, LeeLee Greene, Maika Harper, Kaniehtiio Horn, Kawennáhere Devery Jacobs, Shakohahiiostha Jacobs, Pat Kiely, Brittany Leborgne, James Malloch, Ashley Michaels, Kyle Nobess, Stuart Pierre, Allyson Pratt et Heather White. Le programme prendra l'affiche sur APTN en 2014 et un épisode pilote a déjà été diffusé en octobre 2013.

## Source de la traduction
- (en) Cet article est partiellement ou en totalité issu de l’article de Wikipédia en anglais intitulé « Mohawk Girls » (voir la liste des auteurs).